# 圣庞塔利当斯
圣庞塔利当斯（法語：Saint-Pantaly-d'Ans，法語發音：[sɛ̃ pɑ̃tali dɑ̃s]）是法国多尔多涅省的一个旧市镇，原属佩里格区。2017年1月1日，圣庞塔利当斯和相邻的另外2个市镇合并为新市镇屈布雅克-欧韦泽尔-瓦勒当斯（Cubjac-Auvézère-Val d'Ans），改属农特龙区。

## 地理
圣庞塔利当斯（45°14'30"N, 0°59'45"E）面积10.61 平方千米，位于法国新阿基坦大区多爾多涅省，该省份为法国西南部内陆省份，是法國本土面积第三大的省，大致对应佩里戈尔地区，北起顺时针与夏朗德省、上维埃纳省、科雷兹省、洛特省、洛特-加龙省、吉倫特省和滨海夏朗德省接壤。
与圣庞塔利当斯接壤的市镇（或旧市镇、城区）包括：拉布瓦西耶尔当斯。
圣庞塔利当斯的时区为UTC+01:00、UTC+02:00（夏令时）。

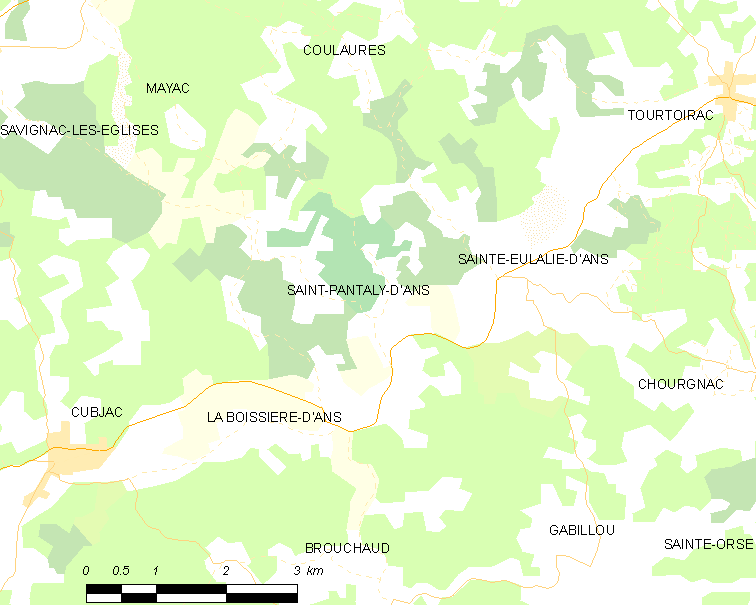
圣庞塔利当斯的OSM定位图

## 行政
圣庞塔利当斯的邮政编码为24640，INSEE市镇编码为24475。

## 政治
圣庞塔利当斯所属的省级选区为伊勒-卢-欧韦泽尔县。

## 人口

1962-2008年间圣庞塔利当斯人口变化图示

圣庞塔利当斯于2018年1月1日时的人口数量为146人。